# Crkva sv. Antuna (Grabrovec)
Crkva sv. Antuna  je rimokatolička crkva u mjestu Grabrovec, gradu Zaboku, zaštićeno kulturno dobro.

## Opis dobra
Jednobrodna, ranobarokna crkva sv. Antuna Padovanskog smještena je na brežuljku sjeverno od Zaboka. Tlocrta pravokutnog oblika s užim i nižim svetištem nastala je vjerojatno obnovom, starije srednjovjekovne građevine, u 17. st. Slijepim pravokutnim pročeljem dominira snažan i masivan zvonik kvadratnog tlocrta vertikalno podijeljen trakama u četiri pojasa. Drveni inventar crkve čine neogotički oltar s kraja 19 ili poč. 20. st. Lijevi bočni oltar sv. Florijana je iz oko 1760. g. Desni oltar Blažene Djevice Marije je iz oko 1770. g. Nakon potresa 1880. g. crkva je bila ponovo obnovljena pri čemu je dobila drveno pjevalište na kojemu su bile barokne orgulje.

## Zaštita
Pod oznakom Z-2100 zavedena je kao nepokretno kulturno dobro - pojedinačno, pravnog statusa zaštićena kulturnog dobra, klasificirano kao "sakralna graditeljska baština".